# Diego Benítez
Diego Benítez, vollständiger Name Diego Fernando Benítez Quintana, (* 23. Januar 1988 in Rosario) ist ein uruguayischer ehemaliger Fußballspieler.

## Karriere
Der 1,83 Meter große Offensivakteur Benítez, der als sein größtes Ziel angibt, für Peñarol zu spielen, begann im Alter von vier Jahren beim Club Rosario Atlético mit dem Fußballspielen auf Vereinsebene. Seine Profikarriere nahm 2008 bei Plaza Colonia ihren Anfang. Anschließend spielte er in der Saison 2009/10 sowohl für die zweite Mannschaft von Dinamo Bukarest, in deren Reihen er zwei Ligatore erzielte, als auch in drei Partien (kein Tor) der Clausura 2010 der Primera División für Defensor Sporting. Mindestens im Jahr 2010 gehörte er sodann erneut dem Kader Plaza Colonias in der Segunda División an und absolvierte 18 Zweitligaspiele (zwei Tore) für die Südwesturuguayer. Im August 2011 wechselte er von Defensor nach Ecuador zu Técnico Universitario. Dort trug er mit fünf Toren bei 14 Einsätzen zum Aufstieg aus der Serie B in die Serie A bei. Im März 2012 schloss er sich Universidad Católica an. In jenem Jahr lief er für seinen neuen Klub 36-mal in der Serie B auf, traf 13-mal ins gegnerische Tor und stieg erneut in die Serie A auf. In den Jahren 2013 und 2014 bestritt er 38 bzw. 34 Erstligaspiele und erzielte neun bzw. drei Treffer. Zudem kam er viermal (kein Tor) in der Copa Sudamericana 2014 zum Einsatz. Im Jahr 2015 wurde er elfmal (zwei Tore) in der Serie A eingesetzt. Im Juli 2015 wechselte er zu Deportivo Municipal. Für den peruanischen Erstligisten lief er in 17 Ligaspielen auf und schoss drei Tore. Zum Jahresanfang 2016 setzte er seine Karriere bei SD Aucas fort. Bei den Ecuadorianern absolvierte er 15 Ligaspiele in der Primera A und erzielte einen Treffer. In der zweiten Julihälfte 2016 schloss er sich den Cafetaleros de Tapachula an. Bei den Mexikanern kam er in sieben Ligapartien und drei Begegnungen der Copa México zum Einsatz. Anfang Januar 2017 verpflichtete ihn der CSD Macará. Bislang (Stand: 4. März 2017) absolvierte er fünf Erstligapartien (kein Tor) für den in Ecuador ansässigen Klub.
Teilweise wird als weitere aber undatierte Karrierestation der Tacuarembó FC genannt. Zudem wird ihm teils auch eine Zugehörigkeit zu Defensor Sporting vor seiner Zeit bei Plaza Colonia zugeschrieben.

## Sonstiges
Benítez hat eine rund fünf Jahre ältere Schwester, die als Lehrerin arbeitet.